# 18-as busz (Veszprém, –2018)
A veszprémi 18-as jelzésű autóbusz a Haszkovó forduló és a Papvásár utca között közlekedett. Napi egyszer, 7:10-kor indult csak munkanapokon, csak tanítási időben. A Haszkovó lakótelepet megkerülve jutott el az Újtelep keleti oldalára. A Hotelt elhagyva a Dózsa-várost járta be. Végállomása a Papvásár utca megálló volt. Utoljára 2018. december 21-én közlekedett, az új veszprémi szolgáltató, a V-Busz januártól már nem indította el.

## Útvonala
| Haszkovó forduló vá. – Haszkovó utca – Kálvin János park – Munkácsy Mihály utca – Jutasi út – Haszkovó utca – Aradi vértanúk utca – Görgey Artúr utca – Kádártai út – Hold utca – Budapest út – Mindszenty József utca – Brusznyai Árpád utca – Megyeház tér – Óvári Ferenc út – Dózsa György utca – Szent István völgyhíd – Völgyhíd tér – Pápai út – Tizenháromváros tér – Táncsics Mihály utca – Szent István utca – Avar utca – Tüzér utca – Papvásár utca vá. |

## Megállóhelyei
| 0  | Haszkovó forduló végállomás |                                                                        |
| 1  | Haszkovó utca               | 3, 4, 7, 11, 27, 32, 35                                                |
| 2  | Munkácsy Mihály utca        | 4, 7, 27, 35                                                           |
| 3  | Jutasi út 61.               | 1, 2                                                                   |
| 4  | Jutasi úti lakótelep        | 1, 2, 35 Helyközi buszok Távolsági járatok                             |
| 5  | Aradi vértanúk utca         | 1, 6, 8, 27                                                            |
| 6  | Március 15. utca            | 6, 8                                                                   |
| 7  | Tölgyfa utca                | 6, 8                                                                   |
| 8  | Bolgár Mihály utca          | 5, 6, 8, 13                                                            |
| 9  | Budapest utca               | 5, 6, 8, 11, 13, 32                                                    |
| 10 | Viola utca                  | 6, 23, 24, 25, 26 Helyközi buszok Távolsági járatok                    |
| 11 | Rózsa utca                  | 6, 23, 24, 25, 26                                                      |
| 12 | Hotel                       | 2, 3, 4, 5, 6, 7, 10, 12, 13, 22, 25, 26, 50                           |
| 14 | Színház                     | 2, 3, 4, 5, 6, 8, 10, 13, 25, 34, 50 Helyközi buszok Távolsági járatok |
| 15 | Harmat utca                 | 2, 3, 5, 8, 10, 25, 34, 50                                             |
| 16 | Völgyhíd tér                | 3, 5, 8, 10, 25, 34, 50                                                |
| 17 | Pápai út                    | 3, 5, 8, 10, 12, 13, 25, 34, 50 Helyközi buszok Távolsági járatok      |
| 18 | Tizenháromváros tér         | 1, 3, 5, 12, 13, 25, 34, 50                                            |
| 19 | Dózsa György tér            | 1, 3, 5, 12, 13, 25, 34, 50                                            |
| 20 | Vértanú utca                | 1, 3, 13, 25, 34 Helyközi buszok                                       |
| 21 | Avar utca                   | 1, 3, 13, 25, 34                                                       |
| 23 | Papvásár utca végállomás    | 5, 25                                                                  |

## Kapcsolódó oldalak
Veszprém tömegközlekedése